# ريتشارد راميرز
ريتشارد راميرز (بالإنجليزية: Richard Ramirez) ، واسمه الكامل: ريكاردو مونيز راميرز "Ricardo Muñoz Ramirez"، من مواليد 29 فبراير 1960، وتوفي بتاريخ 7 يونيو 2013م، كان يعرف حينذاك المتعقب الليلي وذلك بسبب ممارسته لقتل الأشخاص في الليل.

## نشأته
ولد راميرز ونشأ في مدينة إل باسو التابعة لولاية تكساس.
وكان الابن الأصغر بين خمسة أخوة، عندما كان طفلا كان راميرز يتعرض للعنف والتعذيب من قبل والده بشكل مستمر مما أدى إلى اصابته بجروح خطيرة بالرأس وقد حاول الهروب من عنف ابيه من خلال النوم في مقبرة محلية.
عندما كان في الثانية عشرة من عمرة كان متأثراً جداً بقريبه ميغيل راميرز الذي كان يعمل بالجيش، قام ميغيل بالتباهي امام ريتشارد بصور ضحاياه اثناء حرب فيتنام بما في ذلك صور لنساء فيتناميات قام باغتصابهن، وأيضا ريتشارد راميرز كان حاضرا عندما قام ميغيل بإطلاق النار مباشرة على وجه زوجته جيسي بعد خلاف بينهما
بدا ريتشارد بتعاطي المخدرات وعبادة الشياطين وبدا اهتمامه بالعنف الجنسي واضح، عندما كان لايزال في الثانوية عمل ريتشارد في فندق وكان يسرق من النزلاء ولكن تم فصله بعد ان دخل أحد النزلاء إلى غرفته ووجد ان ريتشارد قام بالاقتحام وكان يحاول اغتصاب زوجته.
ترك ريتشارد راميرز الثانوية وعندما أصبح عمره 22 انتقل للعيش في كاليفورنيا بشكل دائم

## جرائمه
تسبب ريتشارد راميرز بارتكاب جريمة القتل بحق 13 شخصاً في فترة الثمانينات بولاية كاليفورنيا، ولذلك سمي بالمتعقب الليلي، لأنه تسلل إلى أكثر من منزل ليرتكب جرائمه، وطريقة القتل إما بإطلاق النار على الشخص المستهدف أو بالخنق أو بفصل الرأس عن الجسد، بالإضافة إلى اغتصاب النساء، وكان سكان ولاية كاليفورنيا شاهدوا إشارة شيطانية رسمت على جدران منازل الضحايا، وهو ما سبب الرعب والهلع بين سكان الولاية، وخلال فترة حياته الإجرامية، نجح راميرز في قتل 13 شخصاً ما بين شهر يونيو عام 1984 إلى أغسطس سنة 1985م.
1. في 28 يونيو 1984، جيني فينكو -79- عاما عثر عليها مقتولة بوحشية في شقتها وقد طعنت بشكل متكرر أثناء النوم في سريرها، كانت مقطوعة الرأس تقريبا جراء عملية الخنق.
2. في 17 مارس 1985، هاجم ريتشارد راميرز ماريا هيرنانديز -22- عام وقام بإطلاق النار على وجهها ولكنها نجت لان الرصاصة ارتدت بالمفتاح الذي كانت تحمله بيدها حينما رفعتهما على وجهها للحماية، سمعت صديقتها صوت اطلاق النار وذهبت للتاكد وعندما رءاها ريتشارد قام بأطلاق النار عليها مره واحدة في الجبهة مما ادى إلى مقتلها.
3. في 27 مارس 1985، دخل ريتشارد راميرز منزل قام باقتحامة مسبقا، وقام بقتل فينست زازارا -64-عام بإطلاق النار على رأسه، استيقظت زوجتة ماكسين -44-عام على صوت اطلاق النار وقامت بجلب بندقية زوجها ولكن البندقية كانت فارغة، هذا التصرف اغضب راميرز بشدة وقام باطلاق النار عليها 3 مرات وقام بتشويه جسدها واقتلاع عينيها، تم اكتشاف جثتي فينيست وماكسين من قبل ابنهما بيتر. من خلال تشابه رصاصات هذة الجريمة مع الجريمة السابقة، عرفت الشرطة بوجود قاتل متسلسل.

1. في 14 مايو 1985، عاد ريتشارد راميرز لمونتيري بارك بحثا عن ضحية عشوائية أخرى ودخل منزل بيل دوي -66-عام وزوجتة ليليان -56-عام من ذوي الاحتياجات الخاصة. قام ريتشارد باطلاق النار على بيل دوي بعدها دخل إلى غرفة زوجتة ليليان وقام بتصفيد يديها واغتصابها بعد ان سرق الممتلكات الثمينة من المنزل.
2. في ليلة 29 مايو 1985، قام ريتشارد راميرز بسرقة سيارة مرسيدس بنز وقادها لـ مونروفيا، وتوقف عند بيت مابل ما بيل-83-عام وشقيقتها فلورنسا نيتي لانق -81-عام أخذ مطرقة حديدية وقام بضرب لانق في غرفة نومها واغتصابها ثم قام بضرب بيل وصعقها بسلك كهربائي ثم أخذ احمر شفاة ورسم نجمة خماسية على فخذها وايضا على إحدى الجدران. تم اكتشافهما بعد يومين على قيد الحياة لكن بيل توفيت جراء اصابتها.
3. في اليوم التالي، كان ريتشارد راميرز يقود نفس السيارة إلى بوربانك وتسلل إلى منزل كارول كايل -42-عام تحت تهديد السلاح قام بتصفيد كارول وابنها -11-عام وقام بنهب المنزل من ثم اغتصاب كارول.
4. في ليلة 2 يوليو 1985، قاد راميرز سيارة تويوتا المسروقة إلى أركادياقام باختيار منزل ماري لويز كانون -75- عشوائياً بعد الدخول بهدوء إلى منزلها وجدها نائمة في غرفة نومها قام بضربها بمصباح حتى فقدت الوعي ثم قام بطعنها مراراً وتكراراً مستخدماً سكين جزار من مطبخها.
5. في 5 يوليو 1985 اقتحم ريتشارد راميرز منزل في سييرا مادري وقام بضرب ويتني بينيت -16-عام بمضرب حديدي اثناء نومها على سريرها وحاول خنقها بسلك الهاتف، نجت بينيت من الضرب الوحشي واحتاجت 478 غرزة لإغلاق جروح رأسها.
6. في 7 يوليو 1985، قام ريتشارد راميرز بالسطو على منزل جويس لوسيل نيلسون -61-عام، مرة أخرى في مونتيري بارك وجدها نائمة علي اريكة في غرفة الجلوس قام بضربها وركلها حتى ماتت، ثم قام ايضاً باقتحام منزل صوفي ديكمان قام بتصفيدها ومحاولة اغتصابها ثم قام بسرقة مجوهراتها وممتلكاتها الثمينة
7. في 20 يوليو 1985، اشترى ريتشارد راميرز ساطور قبل أن يقود سيارة تويوتا المسروقة إلى غليندال واقتحم بيت ليلا كيندينق -66-عام وزوجها ماكسون -68-عام وقام بضربهما بالساطور ثم أطلق النار عليهما مما ادى إلى مقتلهم قام بتشويه الجثث ثم سرق الممتلكات الثمينة وغادر المنزل
8. كان ريتشارد راميرز يقود سيارته في صن فالي. وفي حوالي الساعة 04:15، اقتحم منزل عائلة كوڤنانث، قام بإطلاق النار على تشينانق كوڤنانث في الرأس اثناء نومه مما ادى إلى قتله في الحال، ثم قام بالاعتداء على زوجته سومكيد كوڤنانث بالضرب والاغتصاب مراراً وتكراراً وقام بتقييد ابنهما -11-عام ثم سرق الممتلكات الثمينة وترك المنزل.
9. في 6 أغسطس 1985، قاد ريتشارد راميرز نحو نورثريدج واقتحم منزل كريس وفرجينيا بيترسون، أطلق النار على فرجينيا ثم أطلق على بيترسون وحاول الفرار لكن بيترسون خاض صراع معه وتجنب التعرض لرصاصتين فر ريتشارد من المنزل ولحسن الحظ نجا الزوجين من اصابتهما.
10. في 8 أغسطس 1985 في حوالي الساعة 2:30 قاد ريتشارد راميرز سيارة مسروقة إلى دايموند بار واختار منزل سكينة ابواث -27- عام وزوجها الياس ابواث -68-عام واقتحم المنزل وذهب لغرفة النوم وقام بإطلاق النار على الياس في الرأس مما ادى إلى مقتله في الحال، ثم قام بتصفيد سكينة وضربها واغتصابها بوحشية واجبرها على اخباره بمكان المجوهرات في المنزل، في هذه الاثناء دخل طفلهما -3-اعوام الغرفة وقام ريتشارد بتصفيدة واكمل اغتصاب والدته امامه، بعد خروج ريتشارد من المنزل قامت سكينة بفك قيود ابنها وارسلته لبيت الجيران لطلب المساعدة.
11. بسبب تغطية الاعلام لجرائمة ترك ريتشارد راميرز لوس أنجلوس وتوجه إلى خليج سان فرانسيسكو
12. في 18 أغسطس 1985، دخل ريتشارد راميرز منزل بيتر وباربرا بان. قام بإطلاق النار على بيتر-66- عام وقُتل اثناء نومه، باربرا-62- عام، تعرضت للضرب والاغتصاب ثم أطلق عليها رصاصة في الراس وتوفيت بالحال. في مسرح الجريمة أستخدم ريتشارد أحمر الشفاه لرسم نجمة خماسية وعبارة «جاك السكين» على جدار غرفة النوم.
13. في 24 أغسطس 1985، بواسطة سيارة تويوتا برتقالية مسروقة، سافر راميرز 76 ميلا إلى جنوب لوس انجلوس، من خلال الباب الخلفي اقتحم منزل بيل كارنس -30-عام وخطيبتة إنيز إريكسون -29-عام دخل ريتشارد راميرز إلى غرفة النوم واطلق النار على بيل ثلاث مرات في الرأس ثم اخبر إنيز انه المتعقب الليلي وقام بلكمها وتقييدها بربطة عنق وجرها إلى غرفة أخرى واغتصبها ثم طلب منها اخباره بمكان المجوهرات الاشياء الثمينة ثم قال لها «اخبريهم ان المتعقب الليلي كان هنا» اثناء خروجه اشتبه جارهم جيمس روميو -30-عام بريتشارد وقام بتدوين ما استطاع رؤيته من لوحة السيارة، استجمعت اينيز قواها وذهبت لبيت الجيران لطلب المساعدة لخطيبها، استطاع الجراحون ازالة رصاصتين من رأسه ونجا من اصابته.

عندما انتشرت أخبار الاقتحام، قام روميو باخبار والديه عن الرجل المشبوه الذي يقود سيارة تويوتا برتقالية، وقاموا بتبليغ الشرطة وتزويدهم برقم لوحة السيارة، واستطاعت الشرطة إيجاد السيارة المسروقة وبالرغم من حرص ريتشارد على مسح جميع البصمات، استاطعوا ايجاد بصمه اصبع على مرآه السيارة، أيضا انيز قامت بإعطاء المحققين وصف لهيئته، وتم التوصل ان البصمة تعود إلى ريتشارد مونيوز راميرز -25- عام من تكساس مع سجل اجرامي طويل شمل على اعتقالات مرورية وحيازة مخدرات قرر المسؤولون نشر صورة لريتشارد راميرز ماخوذة من اعتقالة لسرقة سيارة في 12 ديسمبر 1984، واخيرا تم التعرف على هوية المتعقب اليلي. من مؤتمر صحفي للشرطة قيل فيه «نحن نعلم من أنت وقريباً الجميع ايضاً سيعرفون ولن يوجد لك مكاناً للاختباء».

## القاء القبض عليه
نجح مجموعة من السكان بشرق لوس أنجلوس بإمساك ريتشارد راميرز، وأقتادوه إلى قسم الشرطة، بسبب نشر الجريدة لصورة القاتل ريتشارد راميرز.

## محاكمة ونطق الحكم
نطقت المحكمة بحكم الإعدام بحق ريتشارد راميرز بتهمة قتل 13 شخصاً خلال فترة الثمانينات سنة 1989م، ولكن قسم تنفيذ حكم الإعدام تأخروا في تنفيذ الإعدام.

## وفاته
توفي ريتشارد راميرز عن عمره يناهز 53 في مستشفى مارين جنرال بسبب سرطان في الغدد اللمفاوية.كان محكوم عليه بالإعدام وظل 23 عاما منتظرا لتنفيذ الحكم.